# Битва при Обертыне
Битва при Обертыне — сражение 22 августа 1531 года между войсками молдавского господаря Петра Рареша и польского короля и великого князя литовского Сигизмунда Старого. Произошло у города Обертын, севернее реки Днестр. Сражение окончилось польской победой и окончательным завоеванием Покутья.

## Предыстория
В 1490 году молдавский господарь Стефан III Великий присоединил к своим владениям Покутье, ранее принадлежавшее польской короне. Эта агрессия была поддержана Венгерским королевством. После смерти Стефана провинция была отвоёвана поляками. В 1529—30 гг. молдаване повторили вторжение, но к этому времени Молдавия стала вассалом Османской империи. Польский король Сигизмунд Старый отправил султану Сулейману Великолепному письмо, в котором просил помочь в решении этого конфликта. Ответ обескуражил поляков: их войска могут сражаться с молдаванами на спорной земле, но появление воинов Польши в самой Молдавии станет началом войны с Турцией. Такой поворот был невыгоден Сигизмунду из-за высокой мобильности его противника.

### Подготовка к сражению

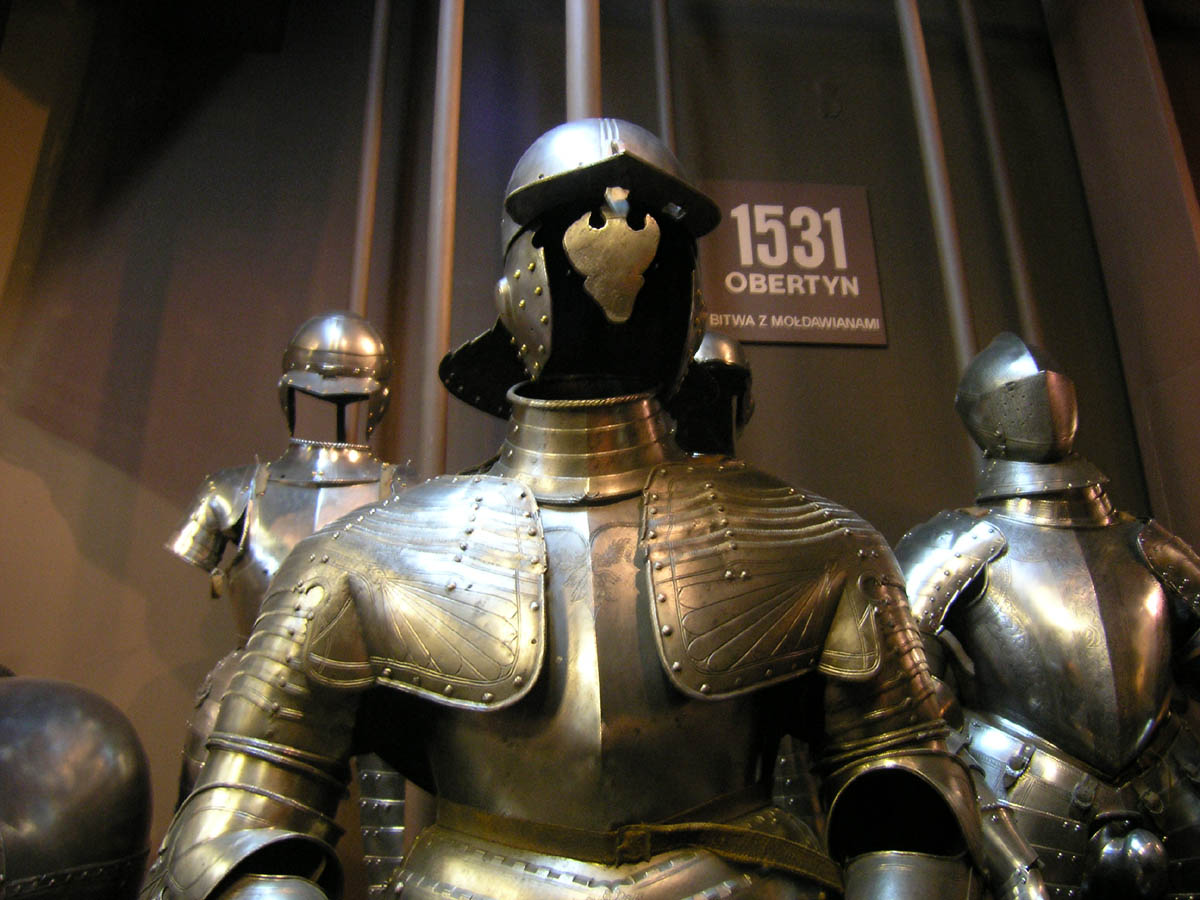
Доспехи польских воинов, участвовавших в битве при Обертыне

Войско поляков возглавил великий коронный гетман Ян Амор Тарновский, и польский сейм поднял налоги на крепостных для найма войска. Тарновскому дали 4800 всадников, 1200 пехотинцев, 12 пушек и гуляй-город. Войско закрепилось в городе Обертын, находившемся на реке Днестр.
С 3 по 5 июня гетман отправил 1000 всадников, вытеснивших молдаван из этого региона, после чего возвратившихся назад. После этого он оставил 100 пехотинцев для охраны города Гвоздец, бывшего в нескольких километрах от Обертына. В период с 6 июня по 18 июля Пётр Рареш отправил к Гвоздецу 6000 кавалерии и начал его осаду. Польская армия направилась туда. С 18 по 21 июля молдаване выставили 20 000 всадников, 50 пушек и некоторое количество пехоты против недавно перегруппированной 6-тысячной польской армии (в её состав входили крылатые гусары, сыгравшие важную роль в дальнейшей битве). Тарновский оставил пехоту в Гвоздеце и отступил к северу от Обертына, на укреплённые лесные позиции, вместе со своим гуляй-городом. Артиллерия была расположена на трёх позициях нового лагеря, часть пехоты была в вагонах, а оставшаяся часть войска — в центре лагеря.

## Ход сражения
22 августа молдаване отправили лёгких кавалеристов в атаку на табор, но атака была отбита пехотой. Артиллерийский огонь по лагерю не дал результатов, тем более польские пушки нанесли молдавским артиллеристам серьёзный урон. Треть польской кавалерии успешно атаковала левый фланг врага и заставила Рареша укрепить его, также он отправил пехоту на защиту правого фланга и дороги на Обертын. Оставшиеся польские кавалеристы атаковали этот фланг и разгромили его, понеся урон от оставшейся артиллерии. Финальная атака заставила Петра отступить. Он потерял 7000 всадников, 1000 пехотинцев и весь артиллерийский парк, а поляки — всего 256 воинов.

## Последствия
В 1538 году войска султана и поляков заставили Петра IV Рареша покинуть Молдавию, и страна окончательно попала под власть Османской империи. После этого власть над Покутьем осталась в руках Польши.